# 廣瀬忠雄
廣瀬 忠雄（ひろせ ただお、1936年11月1日-）は日本の政治家。北海道浜頓別町長。

## 略歴
- 北海道浜頓別町生まれ
- 北海道浜頓別高等学校定時制卒業
- 1955年北海道庁入庁
- 1995年退職。寒住プレハブ工業株式会社（札幌市中央区）の社長に就任
- 2006年町長就任